# كاثرين دوكاكيس
كاثرين كيتي دوكاكيس (بالإنجليزية: Katharine "Kitty" Dukakis)( 26 ديسمبر 1936 – 21 مارس 2025) كاتبة وناشطة اجتماعية أمريكية. شغلت منصب السيدة الأولى لولاية ماساتشوستس خلال فترتين، من 1975 حتى 1979، ومن 1983 حتى 1991، بصفتها زوجة حاكم الولاية مايكل دوكاكيس، المرشح الديمقراطي للانتخابات الرئاسية الأمريكية عام 1988.

## النشأة والتعليم

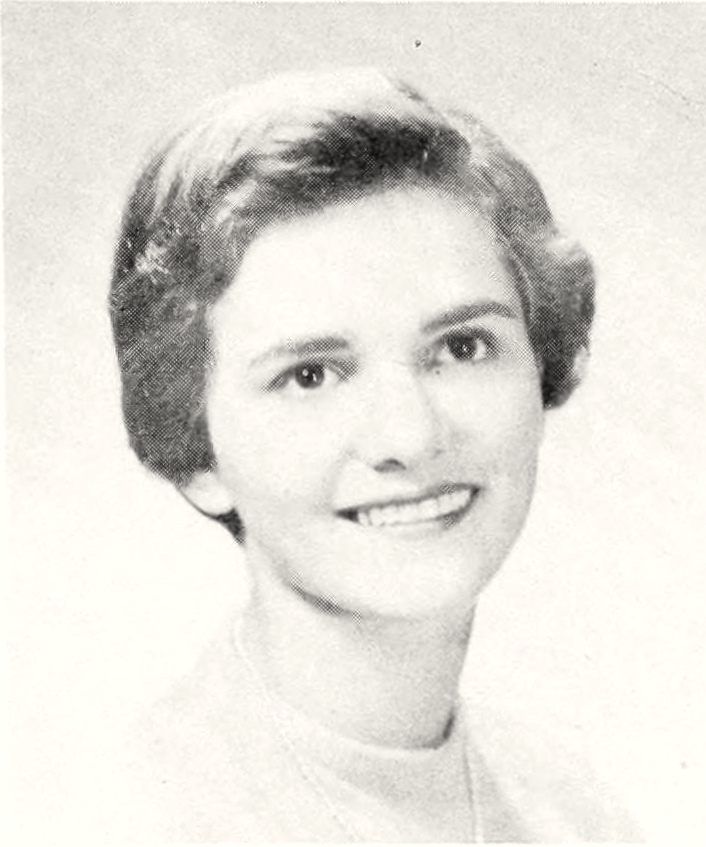
كيتي ديكسون طالبة في مدرسة بروكلين الثانوية (1954)

ولدت كيتي دوكاكيس في كامبريدج، ماساتشوستس، لأسرة ذات أصول يهودية روسية ومجرية وأيرلندية. والدها هاري إليس ديكسون كان عازف كمان في أوركسترا بوسطن السيمفونية لأكثر من أربعة عقود، كما شغل منصب القائد المساعد لأوركسترا بوسطن بوبس.
درست في مدرسة بروكلين الثانوية، ثم التحقت بجامعة ولاية بنسلفانيا، لكنها تركتها عام 1956. تزوجت من جون شافيتز وأنجبت منه ابنًا، جون دوكاكيس. بعد الطلاق، عادت إلى كامبريدج. في عام 1963، حصلت على شهادة البكالوريوس من جامعة ليزلي، وتزوجت من مايكل دوكاكيس في نفس العام.
حصلت على درجة الماجستير في الإعلام من جامعة بوسطن عام 1982، ثم حصلت على درجة أخرى في العمل الاجتماعي من نفس الجامعة عام 1996.

## الحياة العامة

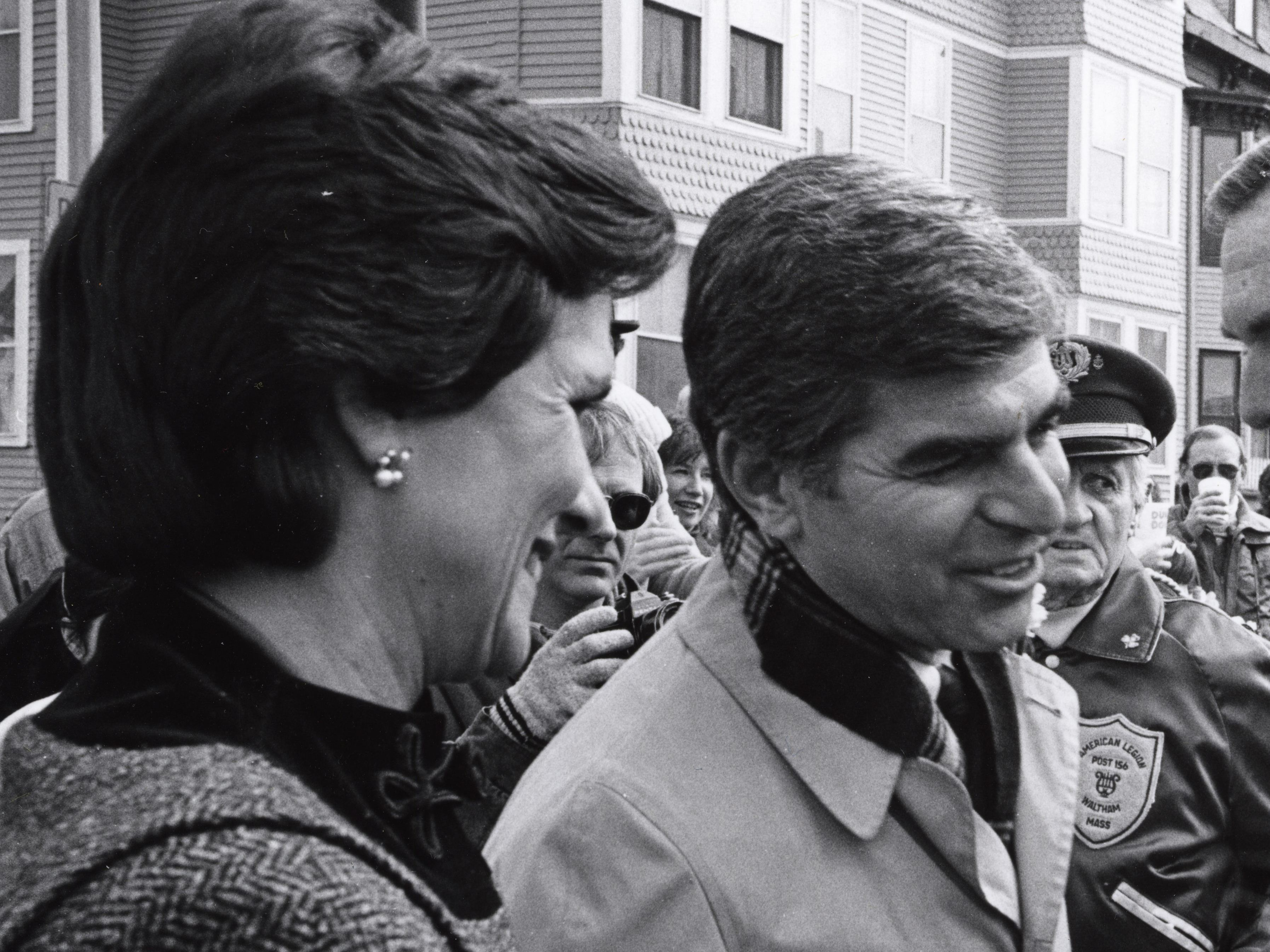
دوكاكيس وزوجها مايكل دوكاكيس خلال موكب عيد القديس باتريك عام 1987

كانت دوكاكيس خلال فترة تولّي زوجها منصب حاكم ماساتشوستس ناشطة في قضايا التشرد، وترأست اللجنة الاستشارية الخاصة بالمشردين، وأسهمت في زيادة عدد الملاجئ المموّلة من الولاية، كما كانت عضوًا في مجلس ذكرى الهولوكوست في الولايات المتحدة، وتم تعيينها من قبل جيمي كارتر وأُعيد تعيينها لاحقًا من قبل جورج بوش الأب.
أسست فريق عمل لمساعدة الأطفال الكمبوديين اللاجئين وزارت مخيمات في تايلند، كما دعمت جهود إسكان اللاجئين الفيتناميين والكمبوديين في الولايات المتحدة.

## الانتخابات الرئاسية 1988
شاركت دوكاكيس بفعالية في حملة زوجها الانتخابية الرئاسية، وكانت تخاطب التجمعات العامة وتستهدف بشكل خاص الجاليات اليهودية، حيث تحدثت عن زواجها المختلط الديانة، مؤكدة أن ذلك عمّق هويتها اليهودية. تعرضت لحملات تشويه، منها شائعة باطلة اتهمتها بحرق العلم الأمريكي، والتي تم دحضها رسميًا.

## الصحة النفسية والنشاط العلاجي
عانت دوكاكيس من الاكتئاب لفترة طويلة، وأدى ذلك إلى إدمانها على حبوب التخسيس، ثم الكحول. دخلت برامج علاجية، وأعلنت عن إقلاعها عن الحبوب عام 1982، ثم عالجت إدمانها الكحولي في أواخر الثمانينيات. أصدرت مذكراتها "الأن أنت تعلم" عام 1991، وناقشت فيها بصراحة معاناتها.
في الألفينات، بدأت علاجها بالصدمة الكهربائية، ونشرت كتابًا عنها عام 2006 بعنوان "القوة العلاجية للعلاج بالصدمات الكهربائية"، وأصبحت مدافعة بارزة عن هذا العلاج.
في عام 2007، افتتح مركز علاجي باسمها في مستشفى ليمويل شاتك بمدينة جامايكا بلاين في ماساتشوستس، وواصلت دعمها لمصابي الاكتئاب بتنظيم مجموعات دعم محلية.

## وفاتها

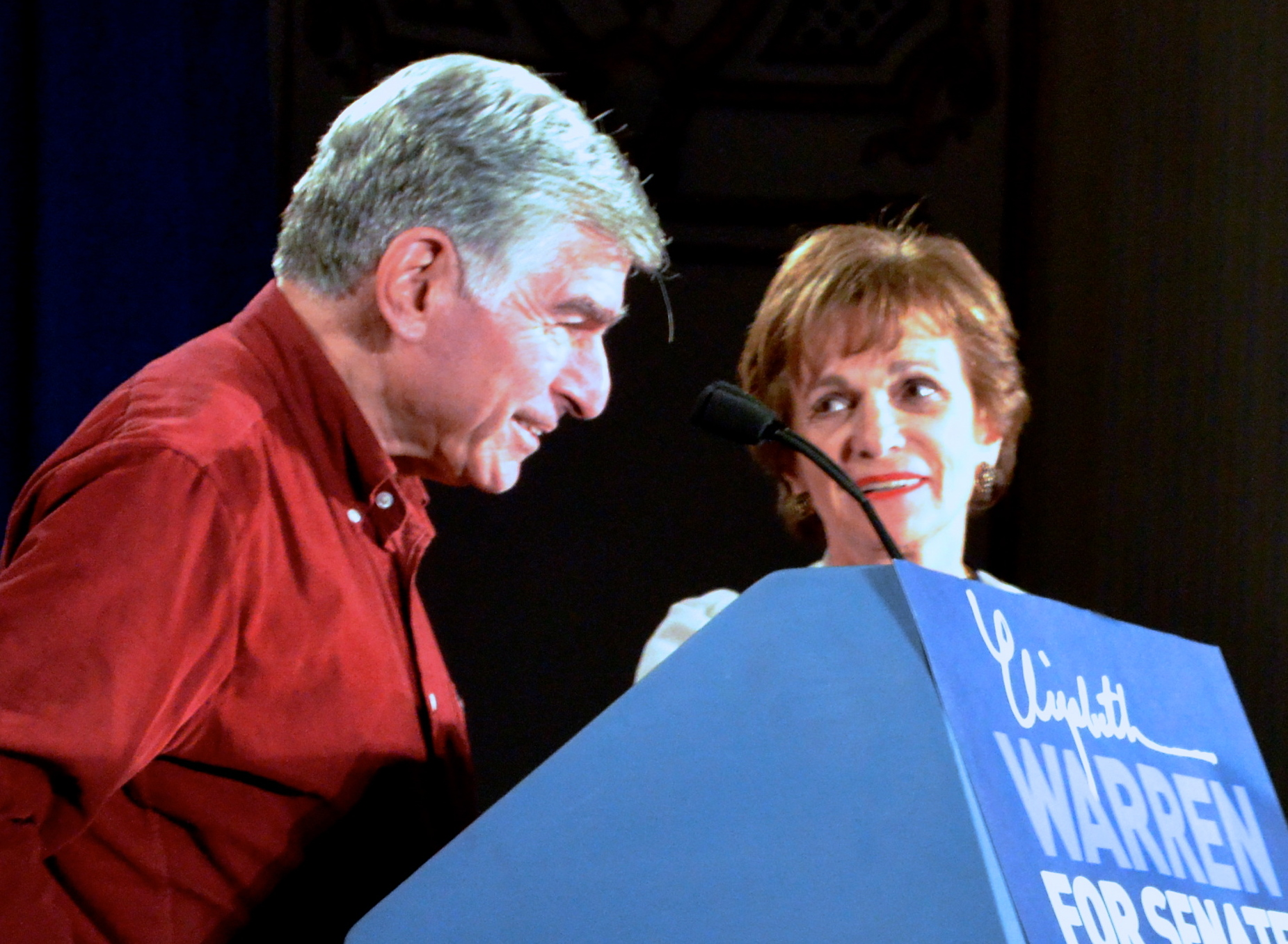
مايكل وكيتي دوكاكيس، عام 2012

توفيت كيتي دوكاكيس في منزلها بمدينة بروكلين يوم 21 مارس 2025 عن عمر ناهز 88 عامًا، إثر مضاعفات ناجمة عن الخرف.

## مؤلفاتها
- "الآن أنت تعرف (1991)" – مذكرات شخصية.[9]
- "الصدمة: القوة العلاجية للعلاج بالصدمات الكهربائية (2006)"، بالاشتراك مع لاري تاي[الإنجليزية].